# عدد البروم

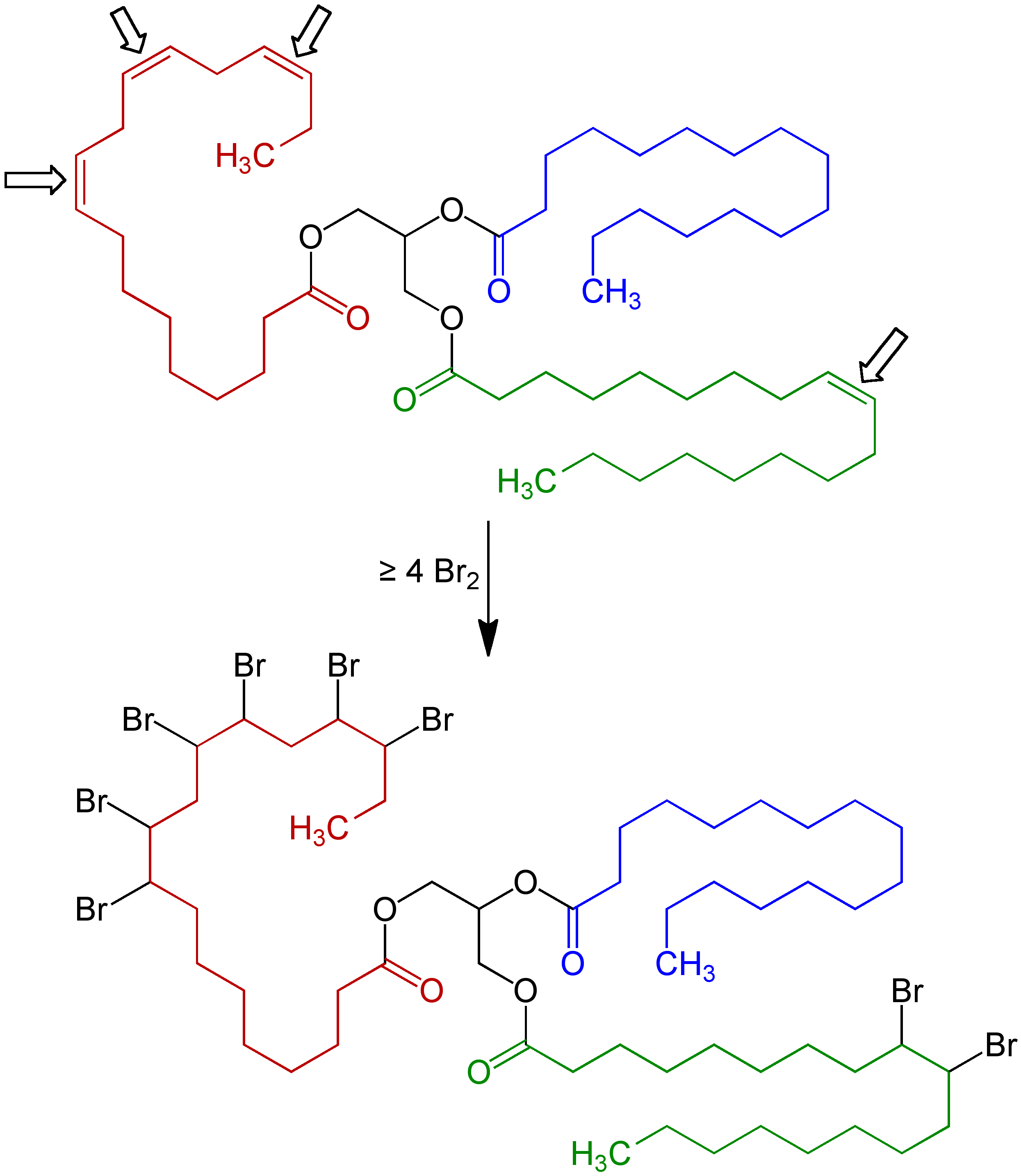

عدد البروم (أو مؤشر البروم) (بالإنجليزية: Bromine number )‏ هو عبارة عن مقدار البروم بالجرامات الممتص بواسطة (100 جرام) (3.5 أونصة) من العينة . ويدل هذا العدد على درجة عدم التشبع . يعتبر عدد البروم مفيد كمقياس لعدم التشبع الأليفاتي في عينات الجازولين . وقد أشارت ARB ، في برنامجها المساعد على الامتثال الخاص بالمركبات ذات المحركات التي تعمل على الوقود ، إلى أن كل وحدة كتلة من عدد البروم يكون مكافئاً لضعف النسبة المئوية من الأولفين في البنزين . لذلك فإن البنزين ذو عدد البروم (30) سوف يحتوي على الأولفين بنسبة لا تزيد عن (15%) حجماً . وتقوم المصفاة الواحدة بتجميع قدر من البيانات السنوية عن عدد البروم وما يقابله من محتوى الأولفين للبنزين . وقد أظهرت البيانات أن عدد البروم للبنزين هو حوالي (2.4) ضعف من محتوى الأولفين . والبنزين ذو عدد البروم المساوي لـ (30) سوف يكون به محتوى من الأولفين حوالي (12.5%) من حيث الحجم، وهو ما يعتبر أقل بقليل عن افتراض النشرة، ولكن لا يزال أعلى من الحد الأقصى لـ CaRFG المساوي لـ (10%) من الحجم .
عادة ما يتم تحديد عدد البروم بواسطة المعايرة الكهروكيميائية ، حيث يتم إنتاج البروم في الوضع الطبيعي عن طريق عملية أكسدة واختزال لبروميد البوتاسيوم والبرومات في محلول حمضي، وذلك باستخدام الزئبق كعامل حفاز لضمان البرومة الكاملة «الارتباط بعنصر البروم» لجميع الأولفينات .
وهذا يعتبر مماثل لقيمة اليود الجزيئي I2 وأيضاً مفيد للزيوت التي تحتوي على الأحماض الدهنية مع نظام متناوب من الروابط الثنائية . ويمكن حسابه كقيمة مكافئه من الـ I2 بضرب الناتج في : At.Wt of I2/At.Wt of Br2 that is *126.9/79.9

## وصلات خارجية
- طريقة ASTM الجمعية الأمريكية لاختبار المواد : http://www.astm.org/Standards/D1492.htm